# ぶつぶつ川
座標: 北緯33度34分19.5秒 東経135度54分57.6秒 / 北緯33.572083度 東経135.916000度

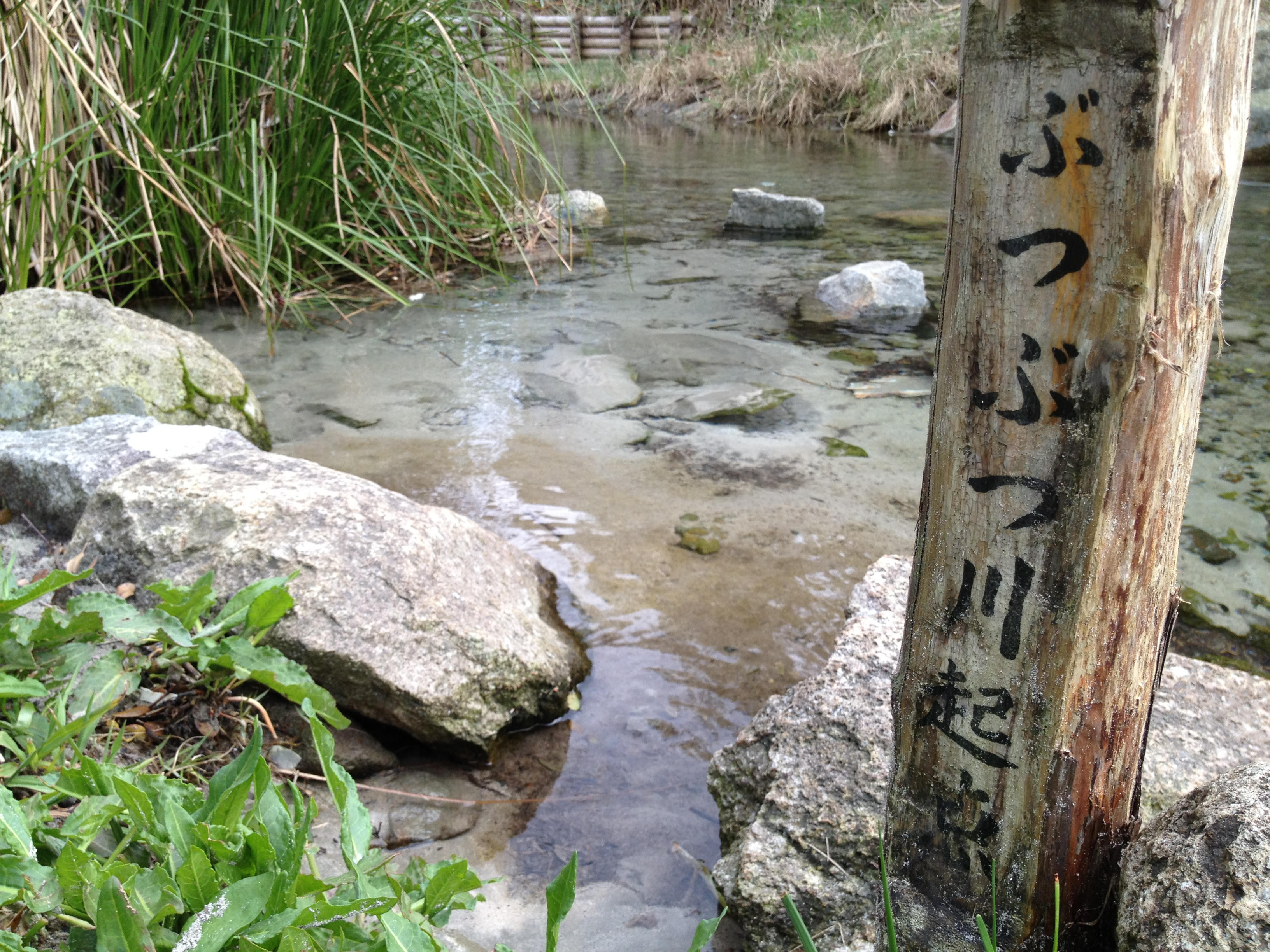
ぶつぶつ川の起点

ぶつぶつ川（ぶつぶつがわ）は、和歌山県東牟婁郡那智勝浦町を流れる二級河川である。
全長は13.5メートル、川幅は1メートル前後。『読売新聞』の2022年の記事によれば、水深は20から30センチメートル。2008年の二級河川指定により、河川法上の川としては日本国内で最短となった。
それ以前に短いと知られていた川として、同じ二級河川で北海道島牧郡島牧村を流れる全長30メートルのホンベツ川や山形県最上郡真室川町を流れる全長15メートルの準用河川である東町塩野川がある。

## 概要
粉白川に流れ込む支流で、水源は川底や畑の脇にある石組みから出てくる湧き水である。町村合併前の『下里村誌』（1918年）には「清泉を湧出する泉あり、俗にブツブツと称す。水殊に清冷なり」とあり、気泡がぶつぶつと出てくる様子、あるいは湧き水の泡の放つ音から名前が付いたとされる。周辺住民は現在でも飲み水や食品を洗うのに使っており、2011年の水害による断水時には飲用水を求める人が行列をなした。
2008年10月21日に県によって粉白川水系に属する二級河川に指定され、日本最短の法定河川となった。これを機に地元住民は「ぶつぶつ川周辺を美しくする会」をつくり、環境保全に努めている。
『読売新聞』の松崎恵三記者によれば、飲むと水質は冷たく、まろやかな味わい。「ぶつぶつ川周辺を美しくする会」の結成当時の粉白地区長によれば、ぶつぶつ川の水をコーヒーを提供するのに用いている近くの喫茶店もあるという。
ぶつぶつ川とその周りには2008年の調査で256種の植物が確認されている。イワダレソウやヒトモトススキ等絶滅が心配される貴重な植物も発見された。水中にはかつてアユやウナギも見られた。

## アクセス
JR下里駅から南西方向に徒歩約30分。